# Urbalacone
Urbalacone é uma comuna francesa na região administrativa de Córsega, no departamento de Córsega do Sul. Estende-se por uma área de 8,25 km². 